# Txistopólie (Ivànovo)
|  | Per a altres significats, vegeu «Txistopólie». |

Txistopólie (en rus: Чистополье) és un poble de l'óblast d'Ivànovo, a Rússia, que en el cens del 2010 tenia 10 habitants.